# Basilisk – Der Schlangenkönig
Basilisk – Der Schlangenkönig (Originaltitel Basilisk: The Serpent King) ist ein US-amerikanischer Tierhorrorfernsehfilm aus dem Jahr 2006.

## Handlung
Der Film beginnt mit einem Rückblick in die Zeit 112. n. Chr. im heutigen Libyen. Ein Basilisk attackiert einen Beduinenführer und dessen Söhne auf ihren Weg in die Berge. Als das Monster einen nach dem anderen tötet, kann das Schlangenmonster mit Hilfe des Auge der Medusa, einem langen goldenen Stab, der in einem großen Diamanten endet, und einer Sonnenfinsternis in Stein verwandelt werden.
Jahrhunderte später befindet sich eine Forschungsgruppe am Ort des Geschehens. Dr. Harry McColl, der die Unternehmung leitet, und seine Gehilfen Rudy Skeeters und Sierra Martinez legen die Überreste frei, wo damals der Basilisken-Angriff stattgefunden hat. Dort stoßen sie auf die vermeintliche Statue eines Basilisken, wobei es sich allerdings um den echten Basilisken in seiner Statuenform handelt. Er wird auf einer Ausstellung im Museum von Pueblo Springs zusammen mit dem Auge der Medusa ausgestellt. Während einer Sonnenfinsternis beginnen sowohl der Diamant am Stab als auch die Augen des Basilisken zu leuchten, in dessen Folge der Zauber seiner Wirkung verliert und die Schlange zu neuem Leben erwacht.
Hannah Frankman und ihr reicher Ehemann Brock entwenden den Stab und wollen mit dessen Hilfe und einer Karte einen Schatz finden. Unter der Führung von Col. Douglas versuchen Dr. McColl und Rachel, den Stab wiederzuerlangen und den Basilisken zu töten, scheitern allerdings mehrfach. Rudy Skeeters, der Assistent von Dr. McColl, wird, während der Basilisk ein Kaufhaus terrorisiert, von Hannah Frankman entführt, da sie denkt, er hätte die historischen Kenntnisse seines Vorgesetzten. Als sie herausfindet, dass er ihr keine Hilfe ist, will sie ihn als Druckmittel verwenden, um die benötigten Informationen von Dr. McColl zu erhalten. Da der Stab den Basilisken anzieht, spürt dieser sie bald auf und tötet sie.
Rudy unterbreitet den Vorschlag, die Schlange in ein Atomkraftwerk zu locken, da im Reaktorraum ähnliche Umstände herrschen wie während einer Sonnenfinsternis. Als sich Dr. McColl im direkten Duell im Reaktorraum mit der Schlange befindet, scheint der Plan aufzugehen. Allerdings kann der Basilisk seinen Widersacher entwaffnen und so einer Versteinerung entkommen. Als der Basilisk abgelenkt ist, schafft es Dr. McColl, ihn ins Kühlwasser zu stoßen, wo er schließlich zerfällt. Zurück in Libyen übergeben sie den Einheimischen den Stab.

## Hintergrund
Gedreht wurde der Film in Bulgarien, überwiegend in und bei Sofia. Er gilt als Hommage an den Spielfilm Reptilicus aus dem Jahr 1961.

## Kritik
„Leidlich flott erzählter Katastrophen-Monsterfilm mit stereotypen Charakteren und dürftigen CGI-Effekten.“

Jon Condit vom Dread Central schreibt the CGI Basilisk is probably the best computer generated creature I’ve ever seen in a Sci-Fi Channel original/(Der CGI-Basilisk ist wahrscheinlich die beste computergenerierte Kreatur, die ich je in einem Sci-Fi-Channel-Original gesehen habe.).